# 公館 (苗栗縣大字)
公館，是臺灣苗栗縣公館鄉的一個傳統地域名稱，也是全鄉大多數行政機構所在地，位於該鄉中部偏西。相較於今日行政區，其範圍大致包括館東村、館中村、館南村。

## 歷史
台灣清治末期至日治初期，公館地區為一街庄，稱為「公館庄」，隸屬於苗栗一堡。該庄北與蔴齊藔庄為鄰，東與大坑庄為鄰，南邊為福基庄，西邊為中小義庄。
1901年（日治明治三十四年）11月，全台廢縣廳改設二十廳，該庄隸屬於苗栗廳。1909年（明治四十二年）10月，合併二十廳為十二廳，該庄改隸屬於新竹廳。1920年（大正九年），廢十二廳改設五州二廳，該庄改制為「公館」大字，隸屬於新竹州苗栗郡公館庄。
戰後公館庄改制為公館鄉，隸屬於新竹縣，大字亦改制為村。1950年桃、竹、苗分治，公館鄉改隸屬於苗栗縣。

## 聚落
本地區發展較早的聚落有大圍墻、隘藔腳（公館）、新港藔、朴仔樹下等，在日治期初期的官方地圖上已有記載。此外，本地區尚有外橫岡聚落。

## 交通
省道台6線（大同路）又稱「舊後汶公路」、「龍汶公路」，是後龍龍港至大湖溫泉口的幹道，大致以北北西—南南東走向轉縱向再轉西北—東南走向再轉縱向經過公館地區中部。由該道路向北北西經國道1號公館交流道、龜山橋後轉東北繞過苗栗市區東側及北側後可前往後龍南部、龍港並止於省道台61線後龍交流道及縣道119號路口，向南經福基後轉東可前往桂竹林、汶文南側並止於省道台3線路口。
縣道119甲線（沿山道）又稱「沿山公路」，是尖山至龍泉的道路，大致先以北北東—南南西走向經過本地區東部，再以東北東—西南西走向經過本地區西南部一小部分。由該道路在本地區的東段向北北東轉北可前往尖山中北部並止於鄉道苗25-1線路口，由西段向西南西可前往關爺埔、七十份南部、龍泉並止於縣道119號路口。
縣道128號是通霄至公館的道路，大致以西南—東北走向經過本地區西北部邊界點外不遠處。由該道路向西南可前往中小義、銅鑼、西湖高埔、通霄並止於台鐵通霄車站前中山路（省道台1線舊線）路口，向東北可前往麻薺寮並止於省道台6線路口。
鄉道苗24線（其他道路、通明街、大同路、大東路）是中平至北寮的道路，大致以西向東轉東南再轉南再轉東南東經過本地區北部的公館市區。由該道路向西可前往中小義並止於縣道128號路口，向東南東轉東可前往大坑、上大坑、北寮並止於福基國小福德分校東側的省道台6線路口。

## 學校
- 公館國中
- 公館國小
- 仁愛國小
- 福基國小

## 廟宇
- 公館五穀宮（神農廟）